# Stylochaeton cuculliferum
Stylochaeton cuculliferum là một loài thực vật có hoa trong họ Ráy (Araceae). Loài này được Peter miêu tả khoa học đầu tiên năm 1929 publ. 1930.